# ویننیگا
ویننیگا (به سوئدی: Vinninga) یک منطقهٔ مسکونی در سوئد است که در بخش لیدشوپینگ در شهرستان وسترا یوتلاند واقع شده‌است.